# Зульген (Тургау)
Зульген (нім. Sulgen TG) — громада  в Швейцарії в кантоні Тургау, округ Вайнфельден.

## Географія
Зульген має площу 9,1 км², з яких на 19,2% дозволяється будівництво (житлове та будівництво доріг), 66,2% використовуються в сільськогосподарських цілях, 13,5% зайнято лісами, 1,1% не є продуктивними (річки, льодовики або гори).

## Демографія
2019 року в громаді мешкало 3918 осіб (+14,8% порівняно з 2010 роком), іноземців було 26,9%. Густота населення становила 430 осіб/км².
За віковим діапазоном населення розподілялося таким чином: 19,8% — особи молодші 20 років, 63% — особи у віці 20—64 років, 17,3% — особи у віці 65 років та старші. Було 1701 помешкань (у середньому 2,3 особи в помешканні).
Із загальної кількості 2339 працюючих 110 було зайнятих в первинному секторі, 1312 — в обробній промисловості, 917 — в галузі послуг.